# Saires-la-Verrerie
 Saires-la-Verrerie  es una población y comuna francesa, situada en la región de Baja Normandía, departamento de Orne, en el distrito de Argentan y cantón de Messei.

## Demografía
| 322 | 302 | 228 | 221 | 271 | 280 |
| Para los censos de 1962 a 1999 la población legal corresponde a la población sin duplicidades (Fuente: INSEE [Consultar]) |     |     |     |     |     |